# Zolla (araldica)
Zolla è un termine utilizzato in araldica per indicare un piccolo terrazzo che occupa solo la punta bassa dello scudo.

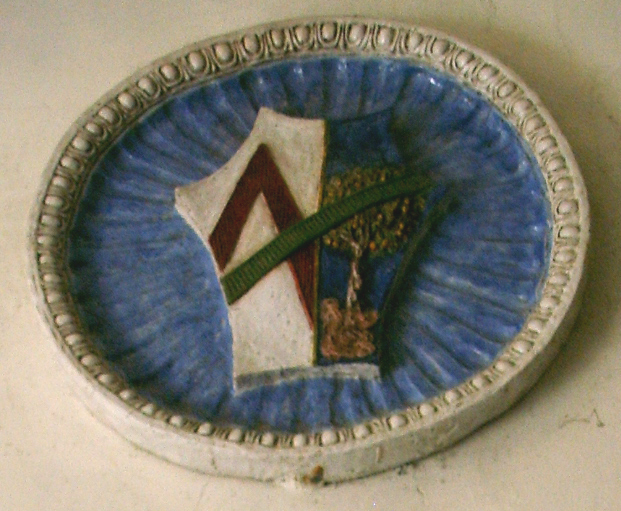
Partito: il primo d'argento, allo scaglione alzato di rosso; il secondo al melo fruttato di rosso, sostenuto da una zolla al naturale; alla sbarra di verde, attraversante sulla partizione (famiglia Malenchini)
D'azzurro, al leone d'oro, posante su di una zolla verde, impugnante uno stocco d'argento, accompagnato in capo da tre stelle d'argento poste in fascia (Cartigliano)